# طالب‌آباد (مهدی‌شهر)
طالب آباد نام یکی از نواحی شهر مهدی‌شهر است. این ناحیه در جنوبی‌ترین نقطه سنگسر واقع شده و در گذشته، آبادی مستقل بوده‌است. اما بتدریج با گسترش سنگسر، به بخشی از شهر بدل شده‌است. نخستین کارخانجات سنگسر که در دهه ۵۰ شمسی بدست هژبر یزدانی بنا شد، در طالب آباد قرار دارد.
همچنین، زادگاه سردار اسماعیل خان، از سرداران فتحعلی شاه این ناحیه بوده‌است.